# エリザベート・マルグリット・ドルレアン

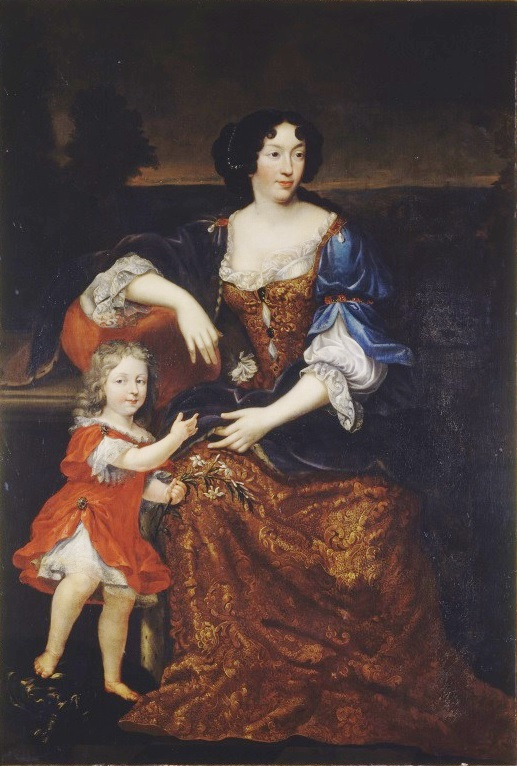
エリザベートと息子のフランソワ・ジョゼフ、ピエール・ミニャール画、1672年

エリザベート・マルグリット・ドルレアン（Élisabeth Marguerite d'Orléans, 1646年12月26日 リュクサンブール宮殿 - 1696年3月17日 ヴェルサイユ宮殿）は、ブルボン朝期のフランス王家の一員。オルレアン公ガストンの娘で、グランド・マドモワゼル（大姫君）の異母妹。アランソン女公。娘時代はアランソン姫（Mademoiselle d'Alençon）、結婚後はギーズ夫人（Madame de Guise）の儀礼称号で呼ばれた。

## 生涯
オルレアン公とその2番目の妻でロレーヌ公フランソワ2世の娘であるマルグリットの間の次女として生まれた。洗礼名はエリザベートだが、本人はイザベル（Isabelle d'Orléans）と署名するのを好んだ。1648年、わずか2歳で母方の大叔母カトリーヌ・ド・ロレーヌ（Catherine de Lorraine）からルミルモン女子修道院（Abbaye de Remiremont）の修道院長を形式的に引き継いだため、親許を離れて修道院で養育された。猫背で、姉妹たちに比べると魅力の点では劣ると見なされていた。
1667年5月15日にサン＝ジェルマン＝アン＝レーで、ギーズ公ルイ・ジョゼフと結婚した。ギーズ公はエリザベートより4歳年下で、宮廷儀礼においても王族の彼女より下位におかれていた。夫妻は間に一人息子のフランソワ・ジョゼフ（1670年 - 1675年）をもうけたが、ルイ・ジョゼフは1671年に早世した。ギーズ公爵家の家督を継いだフランソワ・ジョゼフも、不慮の事故により4歳半で夭折した。
修道院育ちのエリザベートは、従兄のルイ14世王が推進していたユグノーをカトリックに再改宗させる運動を熱烈に支持した。1685年のフォンテーヌブローの勅令が出された後、エリザベートは私領のアランソン公爵領に「新改宗者」のための施設を開き、領内のユグノーに改宗を強要していった。1694年に居城のリュクサンブール宮殿をルイ14世に譲渡し、1696年にヴェルサイユで逝去した。